# Seznam madžarskih pevcev resne glasbe
Seznam madžarskih pevcev resne glasbe.

## C
- Adrienne Csengery

## D
- Ilona Durigo

## G
- Jozsef Gregor
- Dénes Gulyás

## H
- Julia Hamari
- Adám Horváth
- Felicie Hüni-Mihacsek

## K
- Magda Kalmár
- Attila Kiss B.
- Kolos Kováts

## M
- Éva Marton
- Margaret Matzenauer
- Andrea Meláth
- Erika Miklósa
- Lajos Miller
- András Muskát

## O
- Aglaja Orgeni

## P
- Sándor Palcsó
- Ilka Pálmay
- László Polgár

## R
- Andrea Rost

## S
- Sylvia Sass
- Sándor Sólyom-Nagy
- Mihály Székely
- Márta Szirmay

## T
- Klára Takács (1945 - 2017)
- Ilona Tokody